# ديبورا إيسترين
ديبورا ايسترن (بالإنجليزية: Deborah Estrin) أستاذة في علوم الحاسب في Cornell Tech جامعة كورنيل. تُعد ديبورا رائدة في مجال الاستشعار ومديرة مركز شبكة الاستشعار (CENS) في UCLA. وكانت في المجلس الاستشاري لTTI/Vanguard.
في 2007 اُختيرت ايسترن لزملالة الأكاديمية الأمريكية للعلوم والفنون. واختيرت أيضاً لتكون عضوة في الأكاديمية الوطنية للهندسة ولتكون زميلة في ACM وIEEE.
ديبوررا ايسترن تلقت درجة الشرف الفخرية من EPFL في 2008 خلال احتفالية الماستر وتلقت أيضاً درجة الدكتواراة الفخرية من جامعة أوبسالا.

## الجوائز
- دكتوراه فخرية من جامعة اوبسالا في السويد في عام 2011.
- الأكاديمية الوطنية للهندسة عام 2009.
- دكتوراه فخرية من EPFL في عام 2008.
- جائزة الإبداع في مجال الرؤية من معهد انيتا بورغ للمرأة في عام 2007.
- جائزة الباحث الصغير الرئاسية من المؤسسة الوطنية للعلوم وذلك في عام 1987.